# Unguiculariopsis refractiva
Unguiculariopsis refractiva är en lavart som först beskrevs av Coppins, och fick sitt nu gällande namn av Coppins 1990. Unguiculariopsis refractiva ingår i släktet Unguiculariopsis och familjen Helotiaceae.   Inga underarter finns listade i Catalogue of Life.